# Magdalene von Nussbaum
Magdalene von Nussbaum (* 27. Januar 1897 in Hamburg; † 17. Dezember 1974 in West-Berlin) war eine deutsche Schauspielerin und Hörspielsprecherin.

## Leben
Über das Leben von Magdalene von Nussbaum (auch Magdalene von Nußbaum) ist wenig bekannt. Auffallend ist, dass sie einen großen Teil der Spielfilme bei der DEFA (also in der SBZ und der DDR) drehte und die Hörspielaufnahmen in West-Berlin erfolgten, was aber zur Zeit der offenen Grenzen in Berlin bis 1961 keine Ausnahme darstellte.

## Filmografie
- 1946: Irgendwo in Berlin
- 1948: Grube Morgenrot
- 1951: Die Meere rufen
- 1952: Frauenschicksale
- 1953: Anna Susanna
- 1956: Besondere Kennzeichen: keine
- 1967: Landarzt Dr. Brock (Fernsehserie, 1 Episode)
- 1971: Tatort: Der Boss (Fernsehreihe)
- 1973: Lokaltermin (Fernsehserie, 1 Episode)

## Theater
- 1946: Gotthold Ephraim Lessing: Miss Sara Sampson – Regie: Rochus Gliese (Theater am Schiffbauerdamm Berlin)
- 1950: Georges Neveux: Klage gegen Unbekannt – Regie: Erich Geiger (Haus am Waldsee Berlin)
- 1950: Lesley Storm: Schwarzer Chiffon – Regie: Kurt Raeck (Renaissance-Theater Berlin)

## Hörspiele und Features
- 1948: John Van Druten: So war Mama (Tante Trina) – Regie: Otto Kurth (Hörspiel – NWDR)
- 1949: Werner Stewe: Legionäre – Regie: Carlheinz Riepenhausen (Dokumentarhörspiel – Berliner Rundfunk)
- 1949: Karl-Heinz Gies: Das Quartett – Regie: Hanns Korngiebel (Hörspiel – RIAS Berlin)
- 1950: George Orwell: London 1984 (Frau Parson) – Regie: Hanns Korngiebel (Science-Fiction-Hörspiel – RIAS Berlin)
- 1950: Heinz Oskar Wuttig: Ich komme aus Stalingrad (Frauenstimme) – Regie: Hanns Korngiebel  (Kurzhörspiel – RIAS Berlin)
- 1950: Ellie Tschauner: Der Sprung über den Schatten – Regie: Hanns Korngiebel (Hörspiel – RIAS Berlin)
- 1951: Lars-Levi Læstadius: Herr Blink geht über alle Grenzen (Zeitungsfrau) – Regie: Peter Thomas (Hörspiel – RIAS Berlin)
- 1952: Peter Schubert: Claire Laboiteuse (Emma) – Regie: Rolf von Goth (Hörspiel – NWDR)
- 1953: Ernst Penzoldt/Günther Penzoldt: Der Delphin – Regie: Hanns Korngiebel (Hörspiel – RIAS Berlin)
- 1954: Wilfried Schilling: Ein Wunder kostet nur fünf Piaster – Regie: Peter Thomas (Hörspiel – RIAS Berlin)
- 1956: Karl-Heinz Gies: Abenteuer der Straße (Mutter/Frau) – Regie: Carlheinz Riepenhausen (Hörspiel – SFB)
- 1959: Hans Scholz: Brandenburger Tor – Regie: Gert Westphal (Radio-Feature – SWF/RB/RIAS Berlin)
- 1959: Philip Levene: Vorsätzlich  – Regie: Alexander Pestel (Kriminalhörspiel – RIAS Berlin)
- 1960: Hermann Moers: Der klingende Musiker – Regie: Hanns Korngiebel (Hörspiel – RIAS Berlin)
- 1961: Gertrud Schild: Mensch ohne Namen: Ein Erlebnisbericht – Regie: Hanns Korngiebel (Dokumentarhörspiel – RIAS Berlin)
- 1962: Günter Jannasck: Der Graben – Regie: Peter Beauvais (Hörspiel – RIAS Berlin)
- 1962: Alfred Berndt/Kurt Habernoll: Mitten in einer Stadt – Regie: Hanns Korngiebel (Hörspiel – RIAS Berlin)
- 1964: Traute Hellberg: Wie jeden Tag – Regie: Jörg Jannings (Hörspiel – RIAS Berlin)
- 1965: Alfred Döblin: Die Ehe (Frau R.) – Regie: Gerlach Fiedler (Hörspiel – NDR)
- 1969: Louis C. Thomas: Falsche Fährte (Mme. Pezenas) – Regie: Erich Köhler (Kriminalhörspiel – SFB)